# سرگئی گالستیان (منتقد فیلم)
سرگئی سارگسی گالستیان (ارمنی: Սերգեյ Սարգսի Գալստյան؛ زاده تاریخ ورودی نامعتبر است) روزنامه‌نگار، منتقد فیلم، مطالعات فیلم اهل ارمنستان بود. وی بین سال‌های - تا - میلادی فعالیت می‌کرد.

## زندگی‌نامه
وی در ۵ ژانویهٔ ۱۹۴۰ در روستای کاراگلوخ به دنیا آمد و از دانشگاه دولتی ایروان فارغ‌التحصیل گشت.وی عضو اتحادیه نویسندگان ارمنستان بود  وی همچنین برنده جوایزی همچون چهره فرهنگی شایسته جمهوری ارمنستان شد. وی در ۲۶ اوت ۲۰۲۲ در سن ۸۲ سالگی در درگذشت.